# Crunchyroll
A Crunchyroll egy amerikai előfizetéses video on-demand over-the-top streaming szolgáltatás, amely a Sony Group Corporation tulajdonában van. A szolgáltatás elsősorban filmek, ill. a kelet-ázsiai média által készített televíziós sorozatok, köztük japán anime, székhelye San Francisco, japán fiókja pedig Sibuja, Tokió.

## Külső hivatkozások
- Crunchyroll
- Crunchyroll  az Anime News Network enciklopédiájában (angolul)